# Anthaxia parallela
Anthaxia parallela es una especie de escarabajo del género Anthaxia, familia Buprestidae. Fue descrita científicamente por Gory & Laporte en 1839.

## Distribución
Se distribuye por las ecozonas del Neártico, Neotrópico, región indomalaya, Paleártico y región afrotropical.